# Antonín Kinský (Fußballspieler, 1975)
Antonín Kinský (* 31. Mai 1975 in Prag) ist ein ehemaliger tschechischer Fußballspieler.

## Vereinskarriere
Der 1,89 Meter große Torhüter begann seine Karriere als Sechsjähriger 1981 bei Dukla Prag. Anschließend spielte er bei Bohemians Prag, Motorlet Prag und EMĚ Mělník, bevor er 1995 wieder zu Dukla zurückkehrte und dort seine ersten Einsätze in der tschechischen Liga absolvierte.
Von 1998 bis 2004 war Kinský für Slovan Liberec aktiv. Im Sommer 2004 wechselte der Torwart in die russische Liga zu Saturn Ramenskoje. 

## Nationalmannschaft
Sein erstes Länderspiel in der tschechischen Fußballnationalmannschaft bestritt der Keeper am 13. Februar 2002 gegen Zypern, ihm folgten bis 2004 vier weitere, keines davon aber über 90 Minuten. Außerdem gehörte er dem tschechischen Kader bei der EM 2004 und der WM 2006 an, kam jedoch bei beiden Turnieren nicht zum Einsatz. 
Im Jahre 1997 bestritt Kinský drei U-21-Länderspiele.

## Auszeichnungen
Im September 2008 wurde Kinský als 17. Mitglied im Klub ligových brankářů aufgenommen, als er beim 2:0 seiner Mannschaft gegen Tom Tomsk zum 100. Mal in einem Erstligaspiel ohne Gegentor blieb.